# Affaire de la Sofremi
L’affaire de la Sofremi désigne une série de détournements de fonds opérés depuis la Sofremi, société française d'exportation de matériel de sécurité, vers des proches de Charles Pasqua lorsque celui-ci était ministre de l'Intérieur entre 1993 et 1995. Les principales condamnations furent celles de Pierre Falcone et Pierre-Philippe Pasqua, ce dernier ayant été condamné par la Cour de Justice de la République en avril 2010.

## Sommes détournées
La société française d'exportation de matériels, systèmes et services relevant du ministère de l'Intérieur (Sofremi) a été créée en 1985 à l’initiative de Pierre Joxe. Détenue par l’État (à 35 %) et par des industriels, elle a pour rôle d’exporter du matériel français (radiotélécommunications, radars, etc.). La société était sous tutelle du ministère de l’Intérieur, de par son activité, elle a eu recours à des commissions et à des « intermédiaires ».
L’affaire concerne la période où Charles Pasqua était ministre de l’Intérieur (entre 1993 et 1995). Durant cette époque, Bernard Dubois est le PDG de la société (nommé par Charles Pasqua en 1993, il y reste jusqu’en 1997) et Bernard Poussier est son adjoint. À ce moment, les commissions versées pouvaient dépasser 15 % des marchés et dans certains contrats être complètement indues. Elles ont principalement profité à Pierre Falcone et Étienne Leandri (mort en 1995). Ceux-ci les ont ensuite reversées à des proches du ministre : Jean-Charles Marchiani, Jean-Jacques Guillet et Pierre-Philippe Pasqua (fils unique de Charles Pasqua).
Par exemple, une somme de 15 millions de francs versée par la Sofremi à la société Ingeneria Mar del Plata, officiellement en tant que commission dans un contrat avec la province de Buenos Aires, est revenue en France, après avoir transité par des comptes au Panama ou en Suisse, pour financer les Éditions du Quotidien du maire. Dans un contrat prévoyant le déminage de 1 750 km2 du Koweït après la guerre du Golfe d'un montant de 600 millions, Étienne Leandri perçoit six millions de francs.

## Enquêtes et jugements

### Instruction
Alors que le juge d’instruction Philippe Courroye enquête sur l’affaire des ventes d'armes à l'Angola, il demande fin 2002, un réquisitoire supplétif pour vérifier certaines rémunérations versées par la Sofremi. 
Le 1er juin 2004, la commission d’instruction de la Cour de justice de la République (juridiction s’appliquant aux infractions commises par un ministre dans le cadre de ses fonctions) est saisie de l’affaire, pour le dossier de Charles Pasqua, à la suite de la demande du juge Courroye. Elle est saisie en même temps de deux autres affaires (casino d'Annemasse et siège de GEC-Alsthom).
En août 2006, Philippe Courroye décide de renvoyer devant le tribunal correctionnel Pierre-Philippe Pasqua, Jean-Charles Marchiani, Pierre Falcone, Nicolas Maroslavac, Iskandar et Akram Safa pour « recel d’abus de bien sociaux ». Bernard Dubois et Bernard Poussier sont renvoyés pour « abus de bien sociaux ». Jean-Jacques Guillet a bénéficié d’un non-lieu.

### Procès
Le 11 décembre 2007, le tribunal correctionnel de Paris condamne Pierre-Philippe Pasqua à un an et demi d’emprisonnement ferme et six mois avec sursis, Pierre Falcone à un an ferme et un an avec sursis, Bernard Dubois à trois ans avec sursis, Bernard Poussier à deux ans ferme et un an avec sursis et Bernard Guillet à six mois avec sursis. Chaque condamné doit en plus payer de fortes amendes. Nicolas Maroslavac, Jean-Charles Marchiani, Iskandar et Akram Safa sont relaxés.
Le 29 mai 2009, la cour d'appel de Paris modifie les peines : Pierre Falcone et Pierre-Philippe Pasqua sont condamnés à un an de prison ferme, un an avec sursis et une amende de 375 000 euros.
Le 8 avril 2010, la Cour de cassation rejette le pourvoi formé par Pierre Falcone et Pierre-Philippe Pasqua.
Le 30 avril 2010, la Cour de justice de la République, où Charles Pasqua comparaissait également dans les affaires du casino d’Annemasse et du siège de GEC-Alsthom, le reconnaît coupable de « complicité d’abus de biens sociaux et complicité de recel ». Il est de plus condamné à un an de prison avec sursis, avec confusion des peines avec sa condamnation pour l’affaire du casino d’Annemasse (où il fut condamné dans le volet non-ministériel). 
Le 23 juillet 2010, la Cour de cassation rejette le pourvoi formé par Charles Pasqua.